# Alejandro Rejón
Wilberth Alejandro Rejón Huchin, född 18 maj 1997 i Mérida, Yucatán, är en mexikansk poet, redaktör och journalist. Direktör för den internationella poesifestivalen i Tecoh, Yucatán. En del av hans verk har översatts till arabiska, italienska, rumänska, katalanska, bengali, franska och grekiska. Han har fått flera utmärkelser för sitt arbete på det kulturella och litterära området.
Under sin karriär har han deltagit i läsevenemang och kongresser i Venezuela, Guatemala, Kuba, Mexiko och Bolivia.